# Esaote
Esaote S.p.A. è un'azienda italiana che opera nel settore biomedicale, e che si occupa di progettazione, produzione, vendita e manutenzione di apparecchiature per la diagnostica medica.

## Storia

### Capitale pubblico
Esaote nasce a Genova nel 1982 come Divisione Ansaldo Elettronica Biomedicale di Ansaldo S.p.A. su iniziativa di Carlo Castellano, all'epoca direttore della pianificazione della società genovese.
Nel 1984 le sue attività insieme a quelle di Elsag confluiscono in Esacontrol S.p.A.. Nel 1986 STET acquisisce la OTE Biomedica (Officine Toscane Elettromeccaniche Biomedica) di Firenze e nel 1988 la trasferisce a Finmeccanica che provvede a fonderla con il settore biomedicale di Esacontrol, dando così origine a Esaote Biomedica S.p.A., creata da Elsag, Selenia e Ansaldo (da cui l'acronimo E.S.A.).
Controllata da Elsag, nel 1988 Esaote chiude il bilancio con un fatturato di 76 miliardi di lire; nel 1989 la NASA sceglie un ecografo Esaote per lo studio della fisiologia cardiovascolare in condizioni di volo.

### Capitale privato
Privatizzata dallo Stato nel 1994 con un'operazione di management buyout, cambia nome in Esaote S.p.A. e due anni dopo, a giugno 1996, viene quotata alla Borsa di Milano, da cui esce nel 2003 in seguito a un'Opa sul 100% del capitale sociale promossa dalla Bracco, già azionista di controllo fin dal 1995, tramite Bracco Holding N.V.
Nel 2001 l'azienda viene premiata con il Premio Compasso d'Oro per l'apparecchiatura per risonanza magnetica E-Scan, progettata da Fabio Rezzonico.
Nel gennaio 2006, con un secondo management buyout, il controllo di Esaote passa a una nuova compagine azionaria formata da Intesa Sanpaolo, Carige, Monte dei Paschi di Siena ed Equinox insieme a 100 dirigenti, tra cui lo stesso Castellano.
Dal novembre 2009 entra nell’azionariato di Esaote con il 40% una società svizzera, Ares Life Sciences, una holding specializzata in investimenti nei settori scientifico biomedicale.
A ottobre 2014 Castellano si dimette dalla carica di presidente: gli subentra Paolo Monferino, mentre la carica di amministratore delegato viene ricoperta da Karl-Heinz Lumpi. Castellano rimane comunque presidente di Genova High Tech S.p.A., creata nel 2003 con l’obiettivo di promuovere la realizzazione di un Parco Scientifico e Tecnologico a Genova, progetto concretizzatosi sulla collina degli Erzelli posta sopra a Sestri Ponente, su cui Esaote nel maggio del 2016 apre una nuova sede dove trovano spazio la Direzione generale, i laboratori di R&S ultrasuoni e le attività di Medical IT.
Nel marzo 2017 la società inaugura a Firenze il nuovo Centro di Eccellenza per la produzione di sonde e trasduttori per sistemi diagnostici ad ultrasuoni ed un nuovo hub situato a Sesto Fiorentino, mentre a maggio ha trasferito la produzione dei sistemi a risonanza magnetica dedicata dalla "storica" sede di Genova, in via Siffredi, in un nuovo, moderno stabilimento produttivo realizzato a Multedo, quartiere di Genova situato tra Sestri Ponente (sopra cui sorge il parco degli Erzelli) e Pegli. Nella stessa sede si concentrano anche le attività dei laboratori di Ricerca e Sviluppo del Gruppo per la risonanza magnetica, il centro di riparazione dei sistemi diagnostici ad ultrasuoni e il centro delle parti di ricambio di tutte le apparecchiature.
Nel dicembre del 2017 il 100% di Esaote è ceduto per una cifra tra i 300-400 milioni di euro a un consorzio di investitori cinesi composto da sei tra le società cinesi leader nel settore della tecnologia medicale e fondi di investimento con esperienza nella sanità. Tra i finanziatori di questi fondi spicca Jack Ma, fondatore insieme a David Yu di Alibaba, colosso cinese dell'e-commerce. In base all'accordo, perfezionato nell'aprile del 2018 dopo il parere favorevole in febbraio del governo italiano, la sede di Esaote rimane a Genova e Karl-Heinz Lumpi alla guida dell'azienda.
Nel maggio 2019 viene eletto come nuovo amministratore delegato Franco Fontana, già direttore della business unit Ebit Aet, entrata a far parte di Esaote nel 2008, e come direttore operativo Eugenio Biglieri.
Nel 2022 Esaote aderisce al Global Compact, iniziativa delle Nazioni Unite volta a incoraggiare le aziende di tutto il mondo ad adottare politiche sostenibili e celebra i suoi primi 40 anni di attività.
A gennaio 2024, invece, viene presentata al Worldwide Sales & Marketing Meeting di Firenze la nuova brand identity, che vede completamente rinnovati i loghi e le vesti grafiche di brochure ed eventi che l'azienda ospita o a cui partecipa.

## Struttura
Esaote, con sede a Genova, ha centri di ricerca e stabilimenti produttivi in Italia (Genova e Firenze) e in Olanda (Maastricht). Società controllate ed uffici sono presenti, oltre che nei Paesi Bassi (dove sono presenti due centri di ricerca e stabilimenti produttivi a Maastricht e Sittard), in Francia, Germania, Spagna, Regno Unito, in Russia, negli Stati Uniti, in Cina, Argentina, India,  Brasile ed Australia.
Con una rete internazionale di distribuzione, è presente in oltre 100 paesi del mondo. Alla fine del 2023 occupa 1250 dipendenti, di cui il 50% fuori d'Italia. Oltre il 20% delle persone è impegnato nell’attività di Ricerca e Sviluppo, settore in cui Esaote investe circa l’11% del proprio fatturato, che a fine 2021 ha toccato i 231,3 milioni di euro.